# Motorrad-Weltmeisterschaft 1999
Die Motorrad-WM-Saison 1999 war die 51. in der Geschichte der FIM-Motorrad-Straßenweltmeisterschaft.
In allen Klassen wurden 16 Rennen ausgetragen.

## Punkteverteilung
Weltmeister wird derjenige Fahrer beziehungsweise der Hersteller, der bis zum Saisonende die meisten Punkte in der Weltmeisterschaft angesammelt hat. Bei der Punkteverteilung werden die Platzierungen im Gesamtergebnis des jeweiligen Rennens berücksichtigt. Die fünfzehn erstplatzierten Fahrer jedes Rennens erhalten Punkte nach folgendem Schema:
| Punkteverteilung | Punkteverteilung | Punkteverteilung | Punkteverteilung | Punkteverteilung | Punkteverteilung | Punkteverteilung | Punkteverteilung | Punkteverteilung | Punkteverteilung | Punkteverteilung | Punkteverteilung | Punkteverteilung | Punkteverteilung | Punkteverteilung | Punkteverteilung |
| ---------------- | ---------------- | ---------------- | ---------------- | ---------------- | ---------------- | ---------------- | ---------------- | ---------------- | ---------------- | ---------------- | ---------------- | ---------------- | ---------------- | ---------------- | ---------------- |
| Platz            | 1                | 2                | 3                | 4                | 5                | 6                | 7                | 8                | 9                | 10               | 11               | 12               | 13               | 14               | 15               |
| Punkte           | 25               | 20               | 16               | 13               | 11               | 10               | 9                | 8                | 7                | 6                | 5                | 4                | 3                | 2                | 1                |

In die Wertung kamen alle erzielten Resultate.

## 500-cm³-Klasse

### Rennergebnisse
|    | Datum  | Rennen                 | Strecke        | Platz 1           | Platz 2           | Platz 3           | Pole-Position            | Schn. Rennrunde   | Gesamtführender Fahrer | Gesamtführender Konstrukteur |
| -- | ------ | ---------------------- | -------------- | ----------------- | ----------------- | ----------------- | ------------------------ | ----------------- | ---------------------- | ---------------------------- |
| 1  | 18.04. | GP von Malaysia        | Sepang         | Kenny Roberts jr. | Carlos Checa      | Àlex Crivillé     | John Kocinski            | Mick Doohan       | Kenny Roberts jr.      | Suzuki                       |
| 2  | 25.04. | GP von Japan           | Motegi         | Kenny Roberts jr. | Mick Doohan       | Norick Abe        | Kenny Roberts jr.        | Mick Doohan       | Kenny Roberts jr.      | Suzuki                       |
| 3  | 09.05. | GP von Spanien         | Jerez          | Àlex Crivillé     | Max Biaggi        | Sete Gibernau     | Àlex Crivillé            | Àlex Crivillé     | Àlex Crivillé          | Honda                        |
| 4  | 23.05. | GP von Frankreich      | Le Castellet   | Àlex Crivillé     | John Kocinski     | Tetsuya Harada    | Max Biaggi               | Kenny Roberts jr. | Àlex Crivillé          | Honda                        |
| 5  | 06.06. | GP von Italien         | Mugello        | Àlex Crivillé     | Max Biaggi        | Tadayuki Okada    | Tetsuya Harada           | Kenny Roberts jr. | Àlex Crivillé          | Honda                        |
| 6  | 20.06. | GP von Katalonien      | Barcelona      | Àlex Crivillé     | Tadayuki Okada    | Sete Gibernau     | Jürgen van den Goorbergh | Sete Gibernau     | Àlex Crivillé          | Honda                        |
| 7  | 26.06. | 69. Dutch TT           | Assen          | Tadayuki Okada    | Kenny Roberts jr. | Sete Gibernau     | Tadayuki Okada           | Tadayuki Okada    | Àlex Crivillé          | Honda                        |
| 8  | 04.07. | GP von Großbritannien  | Donington      | Àlex Crivillé     | Tadayuki Okada    | Tetsuya Harada    | Tadayuki Okada           | Àlex Crivillé     | Àlex Crivillé          | Honda                        |
| 9  | 18.07. | 63. GP von Deutschland | Sachsenring    | Kenny Roberts jr. | Àlex Crivillé     | Norick Abe        | Kenny Roberts jr.        | Alex Barros       | Àlex Crivillé          | Honda                        |
| 10 | 22.08. | GP von Tschechien      | Brünn          | Tadayuki Okada    | Àlex Crivillé     | Kenny Roberts jr. | Jürgen van den Goorbergh | Tadayuki Okada    | Àlex Crivillé          | Honda                        |
| 11 | 05.09. | GP von Imola           | Imola          | Àlex Crivillé     | Alex Barros       | Max Biaggi        | Àlex Crivillé            | Alex Barros       | Àlex Crivillé          | Honda                        |
| 12 | 19.09. | GP von Valencia        | Valencia       | Régis Laconi      | Kenny Roberts jr. | Garry McCoy       | Régis Laconi             | Kenny Roberts jr. | Àlex Crivillé          | Honda                        |
| 13 | 03.10. | GP von Australien      | Phillip Island | Tadayuki Okada    | Max Biaggi        | Régis Laconi      | Kenny Roberts jr.        | Kenny Roberts jr. | Àlex Crivillé          | Honda                        |
| 14 | 10.10. | GP von Südafrika       | Welkom         | Max Biaggi        | Sete Gibernau     | Àlex Crivillé     | Tadayuki Okada           | Sete Gibernau     | Àlex Crivillé          | Honda                        |
| 15 | 24.10. | GP von Rio de Janeiro  | Jacarepagua    | Norick Abe        | Max Biaggi        | Kenny Roberts jr. | Kenny Roberts jr.        | Max Biaggi        | Àlex Crivillé          | Honda                        |
| 16 | 31.10. | GP von Argentinien     | Buenos Aires   | Kenny Roberts jr. | Max Biaggi        | Norick Abe        | Kenny Roberts jr.        | Kenny Roberts jr. | Àlex Crivillé          | Honda                        |

### Fahrerwertung
| 1  | Àlex Crivillé            | Honda              | 267 |
| 2  | Kenny Roberts jr.        | Suzuki             | 220 |
| 3  | Tadayuki Okada           | Honda              | 211 |
| 4  | Max Biaggi               | Yamaha             | 194 |
| 5  | Sete Gibernau            | Honda              | 165 |
| 6  | Norick Abe               | Yamaha             | 136 |
| 7  | Carlos Checa             | Yamaha             | 125 |
| 8  | John Kocinski            | Honda              | 115 |
| 9  | Alex Barros              | Honda              | 110 |
| 10 | Tetsuya Harada           | Aprilia            | 104 |
| 11 | Régis Laconi             | Yamaha             | 103 |
| 12 | Juan Borja               | Honda              | 92  |
| 13 | Nobuatsu Aoki            | Suzuki             | 78  |
| 14 | Garry McCoy              | Yamaha             | 65  |
| 15 | Haruchika Aoki           | TSR-Honda          | 54  |
| 16 | Jürgen van den Goorbergh | MuZ-Weber          | 40  |
| 17 | Mick Doohan              | Honda              | 33  |
| 18 | Simon Crafar             | Yamaha / MuZ-Weber | 19  |

| 19 | Sébastien Gimbert | Honda                       | 16 |
| 20 | Luca Cadalora     | MuZ-Weber                   | 14 |
| 21 | Shin’ichi Itō     | Honda                       | 9  |
| 22 | Yukio Kagayama    | Suzuki                      | 9  |
| 23 | David De Gea      | TSR-Honda / Honda / Modenas | 8  |
| 24 | Markus Ober       | Honda                       | 7  |
| 25 | Anthony Gobert    | MuZ-Weber                   | 6  |
| 26 | José Luis Cardoso | Honda                       | 6  |
| 27 | Michael Rutter    | Honda                       | 5  |
| 28 | Jean-Michel Bayle | Modenas                     | 4  |
| 29 | Noriyasu Numata   | MuZ-Weber                   | 3  |
| 30 | Mark Willis       | BSL / Honda / Modenas       | 3  |
|    | Mike Hale         | Modenas                     | 3  |
| 32 | Jamie Whitham     | Modenas                     | 2  |
|    | Steve Martin      | Honda                       | 2  |

### Konstrukteurswertung
| 1 | Honda     | 338 |
| 2 | Yamaha    | 280 |
| 3 | Suzuki    | 231 |
| 4 | Aprilia   | 104 |
| 5 | MuZ-Weber | 58  |
| 6 | TSR-Honda | 56  |
| 7 | Modenas   | 17  |

## 250-cm³-Klasse

### Rennergebnisse
|    | Datum  | Rennen                 | Strecke        | Platz 1         | Platz 2         | Platz 3           | Pole-Position     | Schn. Rennrunde  | Gesamtführender Fahrer | Gesamtführender Konstrukteur |
| -- | ------ | ---------------------- | -------------- | --------------- | --------------- | ----------------- | ----------------- | ---------------- | ---------------------- | ---------------------------- |
| 1  | 18.04. | GP von Malaysia        | Sepang         | Loris Capirossi | Tōru Ukawa      | Shin’ya Nakano    | Valentino Rossi   | Loris Capirossi  | Loris Capirossi        | Honda                        |
| 2  | 25.04. | GP von Japan           | Motegi         | Shin’ya Nakano  | Tōru Ukawa      | Loris Capirossi   | Franco Battaini   | Tōru Ukawa       | Shin’ya Nakano         | Honda                        |
| 3  | 09.05. | GP von Spanien         | Jerez          | Valentino Rossi | Tōru Ukawa      | Loris Capirossi   | Shin’ya Nakano    | Shin’ya Nakano   | Tōru Ukawa             | Honda                        |
| 4  | 23.05. | GP von Frankreich      | Le Castellet   | Tōru Ukawa      | Shin’ya Nakano  | Stefano Perugini  | Valentino Rossi   | Valentino Rossi  | Tōru Ukawa             | Honda                        |
| 5  | 06.06. | GP von Italien         | Mugello        | Valentino Rossi | Ralf Waldmann   | Tōru Ukawa        | Marcellino Lucchi | Valentino Rossi  | Tōru Ukawa             | Honda                        |
| 6  | 20.06. | GP von Katalonien      | Barcelona      | Valentino Rossi | Tōru Ukawa      | Franco Battaini   | Tōru Ukawa        | Valentino Rossi  | Tōru Ukawa             | Honda                        |
| 7  | 26.06. | 69. Dutch TT           | Assen          | Loris Capirossi | Valentino Rossi | Jeremy McWilliams | Valentino Rossi   | Valentino Rossi  | Tōru Ukawa             | Honda                        |
| 8  | 04.07. | GP von Großbritannien  | Donington      | Valentino Rossi | Loris Capirossi | Shin’ya Nakano    | Loris Capirossi   | Loris Capirossi  | Tōru Ukawa             | Honda                        |
| 9  | 18.07. | 63. GP von Deutschland | Sachsenring    | Valentino Rossi | Loris Capirossi | Ralf Waldmann     | Valentino Rossi   | Loris Capirossi  | Valentino Rossi        | Honda                        |
| 10 | 22.08. | GP von Tschechien      | Brünn          | Valentino Rossi | Ralf Waldmann   | Tōru Ukawa        | Ralf Waldmann     | Valentino Rossi  | Valentino Rossi        | Aprilia                      |
| 11 | 05.09. | GP von Imola           | Imola          | Loris Capirossi | Valentino Rossi | Olivier Jacque    | Olivier Jacque    | Stefano Perugini | Valentino Rossi        | Honda                        |
| 12 | 19.09. | GP von Valencia        | Valencia       | Tōru Ukawa      | Franco Battaini | Loris Capirossi   | Shin’ya Nakano    | Franco Battaini  | Valentino Rossi        | Honda                        |
| 13 | 03.10. | GP von Australien      | Phillip Island | Valentino Rossi | Olivier Jacque  | Tōru Ukawa        | Jeremy McWilliams | Valentino Rossi  | Valentino Rossi        | Honda                        |
| 14 | 10.10. | GP von Südafrika       | Welkom         | Valentino Rossi | Shin’ya Nakano  | Olivier Jacque    | Loris Capirossi   | Valentino Rossi  | Valentino Rossi        | Aprilia                      |
| 15 | 24.10. | GP von Rio de Janeiro  | Jacarepagua    | Valentino Rossi | Tōru Ukawa      | Loris Capirossi   | Olivier Jacque    | Valentino Rossi  | Valentino Rossi        | Aprilia                      |
| 16 | 31.10. | GP von Argentinien     | Buenos Aires   | Olivier Jacque  | Tōru Ukawa      | Valentino Rossi   | Valentino Rossi   | Olivier Jacque   | Valentino Rossi        | Aprilia                      |

### Fahrerwertung
| 1  | Valentino Rossi   | Aprilia           | 309 |
| 2  | Tōru Ukawa        | Honda             | 261 |
| 3  | Loris Capirossi   | Honda             | 209 |
| 4  | Shin’ya Nakano    | Yamaha            | 207 |
| 5  | Stefano Perugini  | Honda             | 151 |
| 6  | Ralf Waldmann     | Aprilia           | 131 |
| 7  | Olivier Jacque    | Yamaha            | 122 |
| 8  | Franco Battaini   | Aprilia           | 121 |
| 9  | Sebastián Porto   | Yamaha            | 98  |
| 10 | Jeremy McWilliams | Aprilia           | 83  |
| 11 | Jay Vincent       | Honda / TSR-Honda | 70  |
| 12 | Anthony West      | Honda / TSR-Honda | 66  |
| 13 | Luca Boscoscuro   | Honda / TSR-Honda | 66  |
| 14 | Roberto Rolfo     | Aprilia           | 62  |
| 15 | Tomomi Manako     | Yamaha            | 52  |
| 16 | Alex Hofmann      | TSR-Honda         | 51  |

| 17 | Marcellino Lucchi  | Aprilia           | 49 |
| 18 | Masaki Tokudome    | Honda / TSR-Honda | 37 |
| 19 | Naoki Matsudo      | Yamaha            | 21 |
| 20 | Daijirō Katō       | Honda             | 11 |
| 21 | Julien Allemand    | Honda / TSR-Honda | 11 |
| 22 | Tatsuya Yamaguchi  | Honda             | 10 |
| 23 | Fonsi Nieto        | Yamaha            | 10 |
| 24 | Toshihiko Honma    | Yamaha            | 6  |
| 25 | Lucas Oliver Bultó | Yamaha            | 6  |
| 26 | Scott Smart        | Aprilia           | 5  |
| 27 | Johan Stigefelt    | Yamaha            | 4  |
|    | Jamie Robinson     | Yamaha            | 4  |
| 29 | David García       | Yamaha            | 4  |
| 30 | Jarno Janssen      | TSR-Honda         | 2  |
| 31 | Tekkyū Kayō        | TSR-Honda         | 1  |

### Konstrukteurswertung
| 1 | Aprilia   | 338 |
| 2 | Honda     | 326 |
| 3 | Yamaha    | 249 |
| 4 | TSR-Honda | 104 |

## 125-cm³-Klasse

### Rennergebnisse
|    | Datum  | Rennen                 | Strecke        | Platz 1            | Platz 2           | Platz 3            | Pole-Position      | Schn. Rennrunde    | Gesamtführender Fahrer | Gesamtführender Konstrukteur |
| -- | ------ | ---------------------- | -------------- | ------------------ | ----------------- | ------------------ | ------------------ | ------------------ | ---------------------- | ---------------------------- |
| 1  | 18.04. | GP von Malaysia        | Sepang         | Masao Azuma        | Emilio Alzamora   | Gianluigi Scalvini | Arnaud Vincent     | Emilio Alzamora    | Masao Azuma            | Honda                        |
| 2  | 25.04. | GP von Japan           | Motegi         | Masao Azuma        | Hideyuki Nakajō   | Emilio Alzamora    | Lucio Cecchinello  | Max Sabbatani      | Masao Azuma            | Honda                        |
| 3  | 09.05. | GP von Spanien         | Jerez          | Masao Azuma        | Lucio Cecchinello | Emilio Alzamora    | Masao Azuma        | Masao Azuma        | Masao Azuma            | Honda                        |
| 4  | 23.05. | GP von Frankreich      | Le Castellet   | Roberto Locatelli  | Arnaud Vincent    | Emilio Alzamora    | Lucio Cecchinello  | Gianluigi Scalvini | Masao Azuma            | Honda                        |
| 5  | 06.06. | GP von Italien         | Mugello        | Roberto Locatelli  | Marco Melandri    | Noboru Ueda        | Roberto Locatelli  | Kazuto Sakata      | Masao Azuma            | Honda                        |
| 6  | 20.06. | GP von Katalonien      | Barcelona      | Arnaud Vincent     | Emilio Alzamora   | Marco Melandri     | Roberto Locatelli  | Noboru Ueda        | Masao Azuma            | Honda                        |
| 7  | 26.06. | 69. Dutch TT           | Assen          | Masao Azuma        | Noboru Ueda       | Roberto Locatelli  | Lucio Cecchinello  | Noboru Ueda        | Masao Azuma            | Honda                        |
| 8  | 04.07. | GP von Großbritannien  | Donington      | Masao Azuma        | Noboru Ueda       | Emilio Alzamora    | Gianluigi Scalvini | Roberto Locatelli  | Masao Azuma            | Honda                        |
| 9  | 18.07. | 63. GP von Deutschland | Sachsenring    | Marco Melandri     | Emilio Alzamora   | Lucio Cecchinello  | Marco Melandri     | Emilio Alzamora    | Masao Azuma            | Honda                        |
| 10 | 22.08. | GP von Tschechien      | Brünn          | Marco Melandri     | Noboru Ueda       | Lucio Cecchinello  | Roberto Locatelli  | Marco Melandri     | Masao Azuma            | Honda                        |
| 11 | 05.09. | GP von Imola           | Imola          | Marco Melandri     | Simone Sanna      | Arnaud Vincent     | Marco Melandri     | Roberto Locatelli  | Emilio Alzamora        | Honda                        |
| 12 | 19.09. | GP von Valencia        | Valencia       | Gianluigi Scalvini | Emilio Alzamora   | Noboru Ueda        | Arnaud Vincent     | Emilio Alzamora    | Emilio Alzamora        | Honda                        |
| 13 | 03.10. | GP von Australien      | Phillip Island | Marco Melandri     | Lucio Cecchinello | Yōichi Ui          | Noboru Ueda        | Marco Melandri     | Emilio Alzamora        | Honda                        |
| 14 | 10.10. | GP von Südafrika       | Welkom         | Gianluigi Scalvini | Arnaud Vincent    | Marco Melandri     | Gianluigi Scalvini | Gianluigi Scalvini | Emilio Alzamora        | Honda                        |
| 15 | 24.10. | GP von Rio de Janeiro  | Jacarepagua    | Noboru Ueda        | Marco Melandri    | Emilio Alzamora    | Marco Melandri     | Marco Melandri     | Emilio Alzamora        | Honda                        |
| 16 | 31.10. | GP von Argentinien     | Buenos Aires   | Marco Melandri     | Emilio Alzamora   | Roberto Locatelli  | Masao Azuma        | Marco Melandri     | Emilio Alzamora        | Honda                        |

### Fahrerwertung
| 1  | Emilio Alzamora    | Honda   | 227 |
| 2  | Marco Melandri     | Honda   | 226 |
| 3  | Masao Azuma        | Honda   | 190 |
| 4  | Roberto Locatelli  | Aprilia | 173 |
| 5  | Noboru Ueda        | Honda   | 171 |
| 6  | Gianluigi Scalvini | Honda   | 163 |
| 7  | Arnaud Vincent     | Aprilia | 155 |
| 8  | Simone Sanna       | Honda   | 123 |
| 9  | Lucio Cecchinello  | Honda   | 108 |
| 10 | Gino Borsoi        | Aprilia | 106 |
| 11 | Yōichi Ui          | Derbi   | 84  |
| 12 | Mirko Giansanti    | Aprilia | 66  |
| 13 | Ivan Goi           | Honda   | 61  |
| 14 | Kazuto Sakata      | Honda   | 56  |
| 15 | Steve Jenkner      | Aprilia | 54  |
| 16 | Jerónimo Vidal     | Aprilia | 47  |
| 17 | Manuel Poggiali    | Aprilia | 46  |

| 18 | Randy De Puniet      | Aprilia | 26 |
| 19 | Max Sabbatani        | Honda   | 21 |
| 20 | Hideyuki Nakajō      | Honda   | 20 |
| 21 | Alessandro Brannetti | Aprilia | 20 |
| 22 | Ángel Nieto jr.      | Honda   | 16 |
| 23 | Pablo Nieto          | Derbi   | 15 |
| 24 | Katsuji Uezu         | Yamaha  | 11 |
| 25 | Frédéric Petit       | Aprilia | 9  |
| 26 | Reinhard Stolz       | Honda   | 9  |
| 27 | Kazuhiro Kubo        | Yamaha  | 7  |
|    | David Mico           | Aprilia | 7  |
| 29 | Minoru Nakamura      | Honda   | 6  |
| 30 | Klaus Nöhles         | Honda   | 5  |
| 31 | William De Angelis   | Honda   | 4  |
| 32 | Robbin Harms         | Aprilia | 3  |
| 33 | Toni Elías           | Honda   | 2  |

### Konstrukteurswertung
| 1 | Honda   | 367 |
| 2 | Aprilia | 271 |
| 3 | Derbi   | 84  |
| 4 | Yamaha  | 11  |